# MIRC
mIRC — клієнт Internet Relay Chat (IRC) для Windows, створений 1995 року. Це повнофункціональна утиліта чату, а її інтегрована мова сценаріїв робить її розширюваною та різносторонньою.
mIRC описувався як «один із найпопулярніших клієнтів IRC, доступних для Windows». Його завантажили понад 40 млн разів зі служби CNET Download.com. 2003 року, Nielsen / NetRatings оцінив mIRC серед десяти найпопулярніших Інтернет-застосунків.

## Історія
mIRC був створений Халедом Мардам-Беєм — британським програмістом. Він почав розробляти програмне забезпечення наприкінці 1994 року, а його першу версію випустив 28 лютого 1995 року.
Мардам-Бей заявляє, що вирішив створити mIRC, оскільки відчував, що першим клієнтам IRC для Windows бракувало деяких основних можливостей IRC. Потім він продовжив розробляти його через виклик і факт того, що люди цінували його роботу. Автор заявляє, що подальша популярність mIRC дозволила йому заробляти ним на життя. mIRC умовно-безплатний і вимагає оплати за реєстрацію після 30-денного періоду оцінювання.
Розробник заявляє, що версія 5.91 — остання з підтримкою 16-бітних Windows; 6.35 — остання з підтримкою Windows 95, NT 4.0, 98 і Windows ME. Поточна версія підтримує Windows XP і пізніші.

## Основні можливості
mIRC має ряд відмітних можливостей. Однією з них є мова сценаріїв, яка дедалі розробляється з кожною версією. Мова сценаріїв може бути використана для внесення незначних змін до програми, таких як замовні команди (псевдоніми), але також може бути використана, щоб повністю змінити поведінку та зовнішній вигляд mIRC. Іншою заявленою можливістю є файлообмінні здібності mIRC через протокол DCC, за участю вбудованого файлового сервера.
Починаючи з mIRC 7.1, випущеної 30 липня 2010 року, підтримуються Юнікод й IPv6.

### Написання сценаріїв mIRC
Можливості та поведінка mIRC можуть бути змінені та розширені за допомогою вбудованої мови сценаріїв mIRC. mIRC містить власний графічний редактор сценаріїв із довідкою, що описувалася «надзвичайно докладною».
Написання сценаріїв mIRC не обмежене подіями та командами, пов'язаними з IRC. Серед іншого є підтримка об'єктів COM, виклику DLL, сокетів, малювання на полотні, читання пристроїв введення, регулярних виразів і діалогових вікон. Це дозволяє клієнту доступ до різних засобів крім спілкування у чаті, наприклад, як бот IRC, медіа-програвач, a вебпарсер HTML, або для інших розважальних цілей, як-от ігри mIRC.
Через рівень доступу мови до комп'ютера користувача — наприклад, здібність перейменовувати та видаляти файли — було зроблено ряд зловживальних сценаріїв. Одним із прикладів зловживання було виконання з ідентифікатором $decode, який розкодовує даний закодований рядок. Про проблему звітувалося у серпні 2001 року; навіть п'ятьма місяцями пізніше користувачі все ще звітували, що стали здобиччю, як їх ошукали у виконання команд на їхніх системах, які мали наслідком «передачу контролю над [їхнім] mIRC комусь іще». Це призвело до змін, внесених у версію mIRC 6.17: за словами автора, $decode тепер вимкнений за замовчуванням, а різні інші можливості, які можна вважати небезпечними, тепер є блоковними.